# 南苏丹武装力量
南苏丹武装力量，即苏丹人民解放军；全称为苏丹人民解放军-南苏丹国防军（Sudan People's Liberation Army - South Sudan Defense Forces）。是南苏丹共和国的国家武装力量。有海军、陆军、空军组成。现任领导人为南苏丹总统兼任执政党苏丹人民解放运动总书记萨尔瓦·基尔·马亚尔迪特。